# Fischer Gábor (politikus)
Fischer Gábor (Budapest, 1981. április 25. –) magyar politikus, önkormányzati képviselő, a Fiatal Baloldal budapesti szervezetének alelnöke.

## Életrajza
A Váci Mihály Általános Iskola testnevelő tagozatának tanulója volt. A Széchenyi István Gimnáziumban tanult, ahol első évfolyamos korától vezette az iskolai stúdiót, egy évre rá egyhangúlag diákigazgatóvá választották. Menedzser-asszisztens szakon járt felsőfokú képzésre. Itt betekintést nyerhetett a jog, a gazdaságtan, valamint a kommunikációtan világába. A Szent István Egyetem Vezető és Továbbképző Intézetének Humán Erőforrás Menedzser szakának hallgatója volt.
Megalakulása óta a Fiatal Baloldal Újbudai Szervezetének elnöke, egy esztendeje a Fiatal Baloldal budapesti alelnöke. Fontosnak tartja, hogy a fiatalok a számukra rendezett programok közben játékosan sajátítsanak el hasznos információkat, mindig kihangsúlyozta a drogellenességet, és az erkölcsi nevelést. 2002-ben Újbuda önkormányzatának képviselő testületi tagja lett, ahol kezdetben az Oktatási Bizottság alelnöke, valamint a Városfejlesztési és Városüzemeltetési Bizottság tagjaként dolgozott, két év múlva a Jogi Bizottság alelnöke is lett. 2003-ban alakította meg az Újbudai Ifjúsági Önkormányzatot, melyet azóta is koordinál.